# 延和 (北魏)
延和（えんわ）は、南北朝時代の北魏において、太武帝の治世に使用された元号。432年正月 - 435年正月。

## 西暦・干支との対照表
| 延和 | 元年  | 2年   | 3年   | 4年   |
| 西暦 | 432年 | 433年 | 434年 | 435年 |
| 干支 | 壬申  | 癸酉  | 甲戌  | 乙亥  |